# 森田化学工業
森田化学工業株式会社（もりたかがくこうぎょう、英文名称MORITA CHEMICAL INDUSTRIES CO.，LTD.）は、大阪府大阪市中央区に本社を置く、無機フッ素化学を専門とする化学メーカー。

## 主な製品、事業
- フッ化水素酸、ケイフッ化水素酸、ホウフッ化水素酸およびその塩類
- 半導体用フッ化水素酸
- リチウムイオン二次電池用、光学レンズ用フッ素化合物
- 蛍石の可採埋蔵量減少に対応し、フッ素を含有する排水からフッ化カルシウムを回収し、それを原料としてフッ化水素を製造するリサイクル事業を行っている。排出事業者から排水を引き取り、自社で処理する方法と、排出事業所にフッ化カルシウム回収装置を設置する方法が取られている。
- 中国浙江省に、蛍石の採掘権を持つ現地のフッ化物メーカーとの合弁で、浙江森美化工有限公司を設立し、フッ化水素酸の製造を行う。同国江蘇省では日本の商社との合弁で森田化工（張家港）有限公司を設立。中国へ進出した日本の電池メーカー向けにリチウムイオン二次電池用ヘキサフルオロリン酸リチウムの製造を行う[2]。

## 沿革
- 1917年（大正6年） - 森田鎌三により森田製薬所創業。日本初のフッ化水素酸の商業生産に成功。
- 1935年（昭和10年）11月4日 - 株式会社に改組、森田化学工業株式会社設立。
- 1960年（昭和35年） - 神崎川事業所着工。1968年（昭和43年）にかけて順次旧本社工場（東大阪市）の生産設備を移転。
- 1970年（昭和45年）8月 - 堺事業所着工。翌1971年（昭和46年）6月、第1期としてフッ化アルミニウム製造設備竣工。
- 2005年（平成17年） - フッ素リサイクル設備完成。
- 2006年（平成18年） - 本社を大阪市中央区平野町から、同区内久太郎町の現在地に移転。
- 2009年（平成21年）12月24日 - 神崎川事業所で爆発事故発生。4名の死亡者を出す。

## 事業所
- 本社
  - 〒541-0056 大阪府大阪市中央区久太郎町4丁目1番3号 （大阪センタービル 6F）
- 東京支店
  - 〒101-0047 東京都千代田区内神田1丁目2番8号
- 神崎川事業所
  - 〒532-0002 大阪府大阪市淀川区東三国3丁目12番10号
- 堺事業所
  - 〒592-8331 大阪府堺市西区築港新町3丁目27番地